# Trioza sulcata
Trioza sulcata är en insektsart som beskrevs av Crawford 1910. Trioza sulcata ingår i släktet Trioza och familjen spetsbladloppor. Inga underarter finns listade i Catalogue of Life.